# クマニキ
クマニキは、日本の女性アイドルグループ・クマリデパートとアップアップガールズ（2）によるコラボレーションユニット。略表記は「（ク2）」。また、2020年1月28日にT-Palette Recordsからタワーレコード限定でリリースされた、同ユニットによる1枚目のシングル。

## 解説
アップアップガールズ（2）が所属するYU-M エンターテインメント社長の山田昌治と音楽プロデューサー・michitomoによるYouTube「Around 40 Japanese Guyz」にクマリデパートが所属するekoms代表兼プロデューサーのサクライケンタがゲスト出演した際に、この2組によるコラボレーションシングルを制作することが決まった。
作詞・作曲・編曲ともmichitomo・サクライの共作で、両グループの楽曲から様々なフレーズが引用されている。制作手法は2019年にクマリデパートがリリースした「シャダーイクン」でサクライと玉屋2060%（Wienners）の間で行われていたもの（コライト）を踏襲している。
ミュージックビデオは早桜ニコ（クマリデパート）が制作した。

## 収録曲
1. クマニキ
作詞・作曲・編曲 / michitomo・サクライケンタ
2. クマニキ（クマリデパート ver.）
3. クマニキ（アップアップガールズ（2）ver.）
4. クマニキ（instrumental）